# Sydney Brenner
Sydney Brenner, CH FRS (Germiston, 13 januari 1927 – Singapore, 5 april 2019) was een Zuid-Afrikaans bioloog en Nobelprijswinnaar. In 2002 won hij samen met H. Robert Horvitz en John Sulston de Nobelprijs voor Fysiologie of Geneeskunde voor hun ontdekkingen betreffende de genetische regulatie van de orgaanontwikkeling en de geprogrammeerde celdood.

## Levensloop
Brenner werd in Zuid-Afrika geboren als zoon van Joodse immigranten. Zijn vader Morris Brenner kwam in 1910 uit Litouwen, en zijn moeder Lena Blacher in 1922 uit Letland. Brenner ging naar de Germiston High School en de Universiteit van de Witwatersrand. Vervolgens voltooide hij zijn PhD aan het Exeter College in Oxford. Samen met  Dorothy Hodgkin, Leslie Orgel, Jack Dunitz en Beryl Oughton was hij in 1953 een van de eersten die het model van de structuur van DNA te zien kregen, gemaakt door Francis Crick en James Watson. Op dat moment was hij werkzaam bij de faculteit scheikunde van de Universiteit van Oxford. Brenner werkte later met Crick in het Cavendish-laboratorium en het Laboratory of Molecular Biology in Cambridge.

## Werk
Brenner deed in de jaren 60 fundamentele ontdekkingen op het gebied van moleculaire biologie, die toen in opkomst was. Zo was hij betrokken bij de identificatie van messenger RNA (mRNA), en ontdekte hij met Crick in 1961 frameshiftmutaties. Dit onderzoek gaf al deels inzicht in de genetische code. Brenner focuste zich vervolgens op het gebruik van Caenorhabditis elegans als een modelorganisme voor het onderzoek van ontwikkeling bij dieren. Brenner koos dit 1 millimeter lange, doorzichtige rondwormpje vooral omdat het erg geschikt was voor genetische analyses, en snel in grote hoeveelheden gekweekt kon worden. De titel van zijn Nobelspeech, "Nature's Gift to Science", is een verwijzing naar dit gegeven.
Brenner richtte in 1996 het Molecular Sciences Institute op in Berkeley en werd in 2000 Distinguished Research Professor aan het Salk Institute for Biological Studies. Hij verbond zich aan het Institute of Molecular and Cell Biology in Singapore, het Okinawa Institute of Science and Technology, de Janelia Research Campus en het Howard Hughes Medical Institute. Hij was lid van de Raad van Wetenschappelijk Bestuur van het The Scripps Research Institute. Jarenlang schreef hij columns voor het tijdschrift Current Biology.
Op 11 oktober 2006 won Brenner de National Science and Technology Medal van A*STAR (Agency for Science, Technology and Research) te Singapore. Hij overleed op 92-jarige leeftijd in Singapore, alwaar hij werkzaam was voor A*STAR.

## Boeken van Sidney Brenner
- Loose End : Collection of Loose Ends/False Starts columns by 'Uncle Syd.' from January 1994 to December 2000 (Current Biology, 1997) ISBN 1-85922-325-7.
- My Life in Science, with Lewis Wolpert, edited by Errol C. Friedberg and Eleanor Lawrence, BioMed Central 2001, 199pp ISBN 0-9540278-0-9